# 观音山禅寺
观音山禅寺是扬州市的一座佛寺，位于蜀冈东峰，即观音山，西侧为蜀冈中峰的大明寺，东侧为唐城遗址。现列为扬州市文物保护单位。

## 历史
观音山禅寺所在的蜀冈是隋炀帝江都宫“迷楼”的旧址，从元朝开始建立寺院，号称“第一灵山”。清代康熙、乾隆年间，两淮盐商相继来山修寺，佛事盛极一时。乾隆三十年(1765年)，乾隆帝南巡时，赐联“绿水入澄照，青山犹古姿”和横批“峻拔为主”。
咸丰三年（1853年）山寺毁于兵火。同治年间和民国初年陆续修复，文化大革命期间，观音山寺一度关闭。现在该寺同时供奉四大佛教名山菩萨，主殿圆通宝殿中供奉观音。

## 景观
观音山寺是扬州城的制高点，登高望远。山寺随山势而建，高低错落，茂林修竹，颇为幽雅。山虽不高，而气势险峻。
每年农历六月十九观音得道日，此处香火最盛。